# Rawabi

Logo van Rawabi

Rawabi (Arabisch: روابي) is een Palestijnse geplande stad in aanbouw op de Westelijke Jordaanoever. De naam betekent ‘Heuvels’. Het wordt gezien als het Palestijnse antwoord op de Joodse nederzettingen aldaar. In Israël wordt de stad het Palestijnse Modi'ien-Makkabiem-Re'oet genoemd, vanwege de overeenkomsten in bouwstijl en de middenklasse als doelgroep. De oprichter en ontwikkelaar van de stad is Bashar al-Masri, de huidige burgemeester is Ibrahim Natour.

## Locatie
Rawabi ligt 9 kilometer ten noordwesten van Ramallah, 20 kilometer ten noorden van Jeruzalem, 40 kilometer ten oosten van Tel Aviv en 25 kilometer ten zuiden van Nablus. Op een heldere dag kan men Tel Aviv en de Middellandse Zee zien liggen.
De stad ligt in het zogeheten ‘A-gebied’, het gebied op de Westelijke Jordaanoever waar de Palestijnse overheid zeggenschap heeft. De toegang tot de stad ligt echter in het ‘C-gebied’, dat onder volledige Israëlische controle valt.

## Het plan
Rawabi is de eerste geplande stad en tevens het grootste bouwproject op Palestijns grondgebied ooit. Het project wordt uitgevoerd door de particuliere investeringsmaatschappij Bayti Real Estate, dat een gezamenlijk eigendom is van Massar International in Ramallah en Qatari Diar in Qatar. In januari 2010 begon men met de constructie van de eerste gebouwen. Voor de bouw gebruikt men materiaal van de plek zelf; de stenen komen uit de rotsen. 35-40% wordt gebruikt voor de bebouwing, met het resterende worden de bestrating en stadsparken aangelegd. Aangezien Rawabi binnen het ‘A-gebied’ valt, had de Palestijnse Autoriteit voor de bouw van de stad geen goedkeuring van de Israëlische overheid nodig.
Met zijn bedrijf Massar International richtte al-Masri zich onder meer op woningen in Marokko voor de lage en middeninkomens. Door het succes hiervan werd het startkapitaal voor Rawabi gerealiseerd. Voor de financiering van de één miljard kostende stad, werkt(e) al-Masri samen met investeerders uit de hele wereld, waaronder de emir van Qatar en Joods-Amerikaanse ondernemers. Op die manier wist al-Masri zich te verzekeren van zowel kapitaal als internationale steun.
Qatar financierde tot nu toe 60% van het project. De golfstaat investeerde al eerder in Palestijnse projecten. Investeringen in Rawabi passen in een breder buitenlands beleid dat Qatar voert. Naast financiële steun biedt het land ook humanitaire steun aan de Palestijnen. De flats in Rawabi kosten tussen de 75.000 en 150.000 dollar. Door het aantrekken van investeerders uit Qatar, is het voor Palestijnen voor het eerst mogelijk een hypotheek af te sluiten. In tegenstelling tot Qatar investeerde de Palestijnse overheid nauwelijks in de nieuwe stad.
Het Q-centrum (de Q komt van Qatar), dat alleen toegankelijk is voor voetgangers, is grotendeels bestemd voor gebouwen waar lokale en internationale bedrijven zich kunnen vestigen. al-Masri hoopt op deze manier banen te creëren waarbij hij zich richt op de hightechindustrie. Rawabi is een groene stad en is hiermee uniek in de regio. Het is uitgerust met de moderne, duurzame technologieën. Daarnaast is water erg belangrijk voor de stad. Van elk gebouw is het dak niet van de bewoner, maar van de gemeente. Een speciale pijp voert regenwater af, waardoor Rawabi een systeem voor hergebruik van regenwater heeft. Tevens is er een project voor windenergie.
De eerste voltooide wijken waren Suwwan, Makmata, Wirwar, Forsa, Ikshaf en Sefsef.

## Bevolking
De eerste 700 woningen werden in juni 2013 te koop gezet. Binnen een maand was 90% hiervan verkocht. 7% van de kopers bestond uit alleenstaande vrouwen, 11% uit Palestijnse christenen (ter vergelijking: christenen vormen circa 1-2,5% van de bevolking van de Westelijke Jordaanoever en minder dan 1% in de Gazastrook). In september 2015 werden de eerste 600 gezinnen verwelkomd. Inmiddels telt de stad 4.000 inwoners en werken er in totaal 10.000 mensen, waarvan een derde vrouw is. Het bestuur heeft de ambitie om de stad vóór 2030 40.000 inwoners te laten tellen, verspreid over 22 wijken. Rawabi heeft een jonge bevolking; maar liefst 70% van de inwoners is tussen de 25 en 35 jaar. De gemiddelde leeftijd van de Palestijnen op de Westelijke Jordaanoever is 21 jaar (2019).

## Almere
Ter inspiratie voor de bouw van Rawabi werd een werkbezoek gebracht aan Almere. Hoewel er geen officiële stedenband is, wordt de stad ook Almere van de Westelijke Jordaanoever genoemd.